# Лютиков, Филипп Петрович
Филипп Петрович Лютиков (1891—1943) — участник Гражданской и Великой Отечественной войн, руководитель подпольной партийной группы в Ворошиловградской области.

## Биография
Родился 28 декабря 1891 года в селе Арсеньевка Дмитриевского уезда Курской губернии (ныне — Конышёвского района Курской области). Оставшись сиротой, в неполные 14 лет начал трудиться на шахтах Донбасса, сначала смазчиком подъёмных машин, затем электриком.
В 1914 году мобилизован на фронт, служил в инженерных войсках. В годы гражданской войны служил в 14-м авиаотряде Южного фронта. В мае 1920 года после демобилизации вернулся в Донбасс, налаживал энергетическое хозяйство на шахтах. В 1924 году по ленинскому призыву вступил в ВКП(б). За ударную работу по восстановлению шахты «Анненка» в 1925 году награждён орденом Трудового Красного Знамени. Ему было присвоено почётное звание Героя Труда.
В мае 1934 года переехал в город Краснодон. Несколько лет заведовал рудничным отделением «Донбассэнерго», а с 1937 года возглавил Центральные электромеханические мастерские треста «Краснодонуголь». В течение ряда лет был депутатом Краснодонского городского Совета депутатов трудящихся, возглавлял родительский комитет школы № 4, где до войны учились многие будущие молодогвардейцы.
Весной 1942 года за несколько месяцев до оккупации Краснодона райком партии рекомендовал его руководителем подполья. Уже к началу сентября 1942 года партийное подполье насчитывало более 20 человек. Его центром стали электромеханические мастерские, куда он, перейдя на легальное положение, устроился техническим руководителем. Постоянно держал связь со штабом молодогвардейцев через Налину Соколову и Евгения Мошкова, а также через Владимира Осьмухина и Анатолия Орлова, работавших в электромеханических мастерских. 1 января 1943 года доложил собравшимся на квартире Ирины Дымченко (сестры подпольщицы Марии Дымченко) коммунистам, что есть вооруженный отряд в 50 человек. Был намечен план боевых действий: при приближении фронта сделать налёт на полицию и взорвать жандармерию. В захвате города должны были принять участие и молодогвардейцы. Но план действий не был осуществлён из-за начавшихся в городе арестов.
5 января 1943 года был схвачен, и 16 января, вместе с другими краснодонскими подпольщиками казнён у шурфа шахты № 5. Похоронен в братской могиле вместе с молодогвардейцами 1 марта 1943 года.

Бюст Филиппа Лютикова на аллее молодогвардейцев в Харькове

Указом Президиума Верховного Совета СССР от 10 мая 1965 года — за мужество и героизм, проявленные в борьбе с немецко-фашистскими захватчиками, Филипп Петрович Лютиков, награждён орденом Ленина (посмертно).

### Семья
Жена — Евдокия Федотовна Лютикова, дочь Раиса, обе пережили немецкую оккупацию.

## Награды, звания
- Герой Труда
- Орден Трудового Красного Знамени Украинской ССР (1925)
- Орден Ленина (посмертно, 20 мая 1965) — за выдающиеся заслуги в организации и руководство коммунистическим подпольем города Краснодона, мужества и отвагу, проявленные в борьбе против немецко-фашистских захватчиков в период Великой Отечественной войны 1941-1945 гг